# Difusión móvil integrada
La Difusión Móvil integrada, también conocida como Integrated Mobile Broadcast o iMB es una tecnología inalámbrica móvil que permite la transmisión de contenidos (canales de TV en directo, archivos multimedia ...) al nivel del  transmisor móvil, utilizando el espectro de radio licenciado 3G o 4G, y recibida en terminales móviles capacitados para iMB (3G o 4G) .
Se recogió iMB como parte de la Versión 8 de las normas 3GPP en diciembre de 2008. Fue aprobado como el estándar de emisión preferido por la Asociación GSM (GSMA) en septiembre de 2009. El 22 de junio de 2010, O2 , Orange y Vodafone anunciaron una prueba piloto multioperador de iMB en el Reino Unido.
iMB ofrece servicios de transmisión de datos móviles en las bandas TDD 3G, de forma que se integra con la actual tecnología FDD 3G unicast. En junio de 2010, O2, Orange y Vodafone anunciaron el ensayo de la tecnología en el Reino Unido Archivado el 28 de junio de 2010 en Wayback Machine., que tiene el potencial de descargar datos móviles con intensivo ancho de banda de sus redes unicast y colocarla en la parte de difusión de su espectro (TDD).
IMB soporta servicios de difusión tanto lineal (servicios de televisión en directo) y no lineal (clips de vídeo , actualizaciones de software, transmisión de datos, música, etc) y se puede implementar en el espectro TDD actualmente perteneciente, pero no utilizado, por muchos operadores como parte de sus licencias 3G.